# Global Gateway
Global Gateway es una iniciativa de la Comisión Europea y su vicepresidente para Asuntos Exteriores creada el 1 de diciembre de 2021. El objetivo es invertir una suma de hasta 300 mil millones de euros en los sectores digital, energético y de transporte en el período 2021-2027 y fortalecer los sistemas de salud, educación e investigación en países emergentes y en desarrollo y a nivel mundial.
La iniciativa se basa en experiencias como la Estrategia de Conectividad UE-Asia de 2018, las asociaciones de conectividad con Japón y la India de los años 2010, y los planes —económicos y de inversión— para la Asociación Oriental, los Balcanes Occidentales y los países vecinos meridionales. Además, según sus promotores, está en consonancia con los Objetivos de Desarrollo Sostenible de las Naciones Unidas y el Acuerdo de París.
Global Gateway también ha sido considerada por un sector de la opinión como una alternativa a la Iniciativa de la Franja y la Ruta de china, que los líderes de la UE criticaron debido a preocupaciones sobre los riesgos económicos y supuestos abusos a los derechos humanos.

## Contexto
La refundación de la Unión Europea es el proyecto que busca la reforma institucional y constitucional para adaptar a dicha organización a los futuros cambios globales y avanzar en la integración europea. Fue iniciado en 2017 y ha sido impulsado principalmente por la Comisión Europea y el denominado eje franco-alemán. Aunque el término «refundación» ha sido utilizado especialmente por el presidente de Francia, Emmanuel Macron y su gobierno, diferentes actores políticos se han referido a la situación empleando términos variados para reflejar la voluntad de aumentar la capacidad geopolítica, la autonomía estratégica o la soberanía de la Unión. Por ejemplo, durante la presidencia francesa del Consejo de la UE en 2022, el propio Macron utilizó como eslogan las palabras «relanzamiento, poder, pertenencia».
En medio de la tensión diplomática entre Rusia y la UE y la intensificación de la rivalidad entre China y Estados Unidos, la UE comenzó a debatir la noción de autonomía estratégica, que exige a la organización defender su soberanía y promover sus intereses de manera independiente. Dicha autonomía suele vincularse a la defensa, pero podría ir más allá, teniendo en cuenta que a nivel internacional las capacidades económicas y tecnológicas han ganado relevancia. Sin embargo, varios líderes europeos aspiran a dotar a la UE de las capacidades militares que consideran necesarias para garantizar su defensa en pos de conseguir la autonomía estratégica.